# Karel de Grote Universidad de Ciencias Aplicadas y Artes
Karel de Grote Universidad de Ciencias Aplicadas y Artes (KdG) (en neerlandés: Karel de Grote Hogeschool) es una institución de educación superior establecida en Amberes, Bélgica.
La universidad ofrece títulos de licenciatura, maestría y doctorado en campos como los negocios y la administración, educación, atención médica, artes visuales y tecnología.

## Historia
La universidad, que lleva el nombre de Carlomagno (Karel de Grote en neerlandés), se formó en 1995 mediante la unión de 13 instituciones católicas de educación superior en Amberes.
En los últimos años, KdG ha ampliado sus programas educativos, enfocados en colaborar con industrias y empresas locales.
En 2025, KdG contaba con 133 nacionalidades en su campus. De 14.871 estudiantes, 1.500 eran internacionales (10%).

## Campus
La universidad cuenta con 9 campus en Amberes, con el principal ubicado en el distrito estudiantil de la ciudad.
- Campus Bernarduscentrum
- Campus Groenplaats
- Campus Hoboken
- Campus Niel
- Campus Pothoek
- Campus Sint-Jozef
- Campus San Lucas de Amberes
- Campus Stadswaag
- Campus Sur

KdG colabora con 303 universidades e instituciones, de las cuales 246 son socios Erasmus en Europa y 57 son socios no Erasmus en todo el mundo.

## Programas
La Universidad de Ciencias Aplicadas y Artes Karel de Grote (KdG) ofrece 26 programas y 38 especializaciones, 5 de ellos impartidos completamente en inglés.
A partir de septiembre de 2026, ofrecerán su programa de enfermería en una variante impartida en inglés para estudiantes internacionales, incorporando clases de idioma holandés para la integración en el mercado laboral.

## Estructura organizativa
Esta institución está dividida en 6 áreas de estudio:
- Atención sanitaria: 1.920 estudiantes
- Negocios y Economía: 4.690 estudiantes
- Ciencias Industriales y Tecnología: 2.290 estudiantes
- Educación: 2.260 estudiantes
- Trabajo Social y Educativo: 3.120 estudiantes
- Audiovisuales y Arte, Escuela de Artes KdG: 430 estudiantes

## Investigación de KdG
La Universidad realiza investigaciones orientadas a la práctica para abordar temas específicos de empresas, organizaciones e instituciones gubernamentales. 
Hay 6 centros de investigación enfocados en 19 áreas en más de 250 proyectos:
- Centro de Investigación de Atención en Conexión
- Centro de Investigación de Educación orientada al futuro
- Centro de Investigación de Inclusión Social
- Centro de Investigación de Industrias Sostenibles
- Centro de Investigación de Impacto Público
- Centro de Investigación de Pedagogía en la Práctica

## Academia KdG
La Academia KdG ofrece alrededor de 200 programas de desarrollo y sesiones para profesionales del sector educativo, incluidos profesores, directores, empresas y personal administrativo. Los programas varían desde microcredenciales hasta títulos de posgrado y se centran en las habilidades blandas ("soft skills") y en tres dominios particulares: Salud y bienestar, Sostenibilidad e inclusión, y Digitalización.